# Würzbüschel

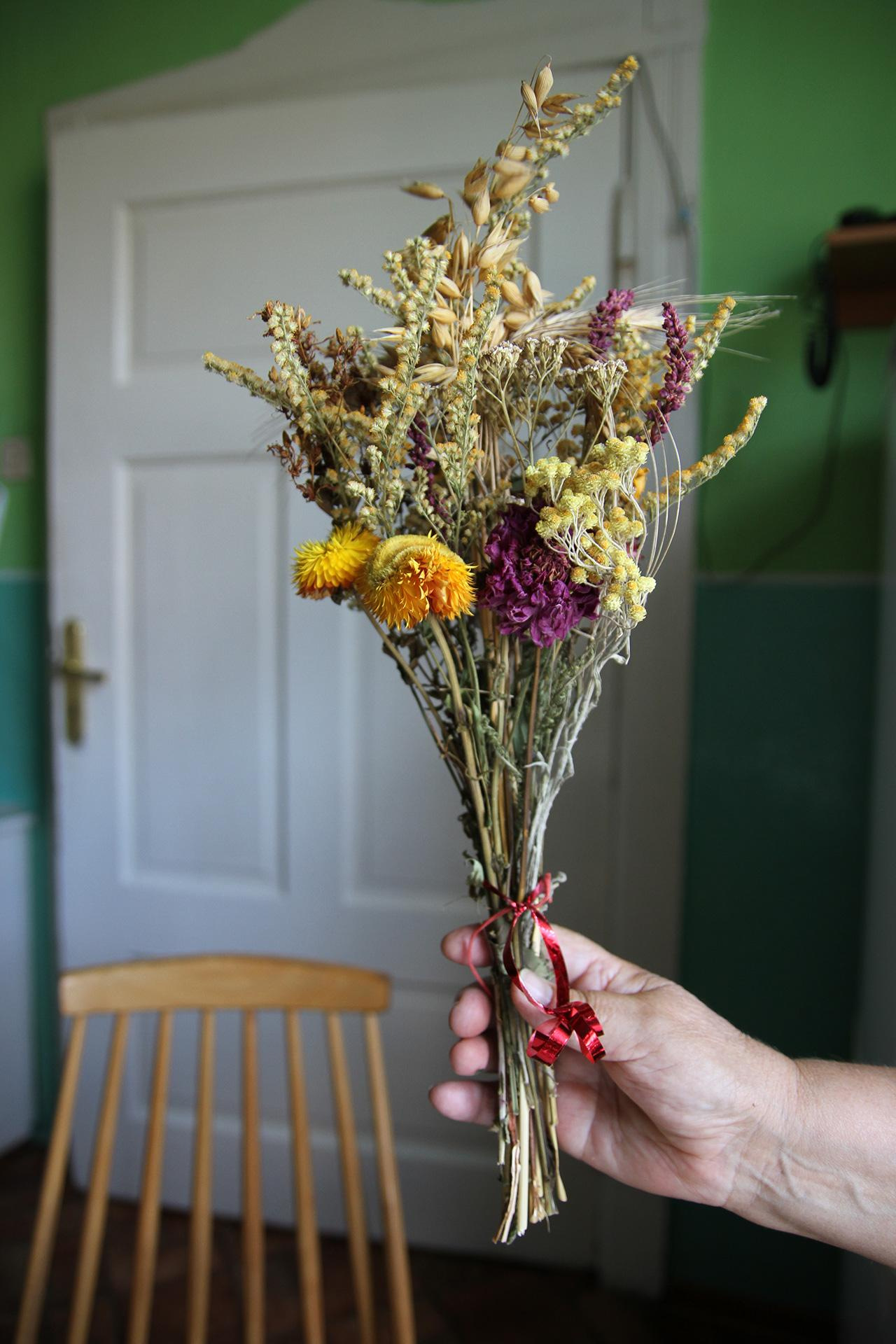
Kräuterbüschel mit Getreidearten

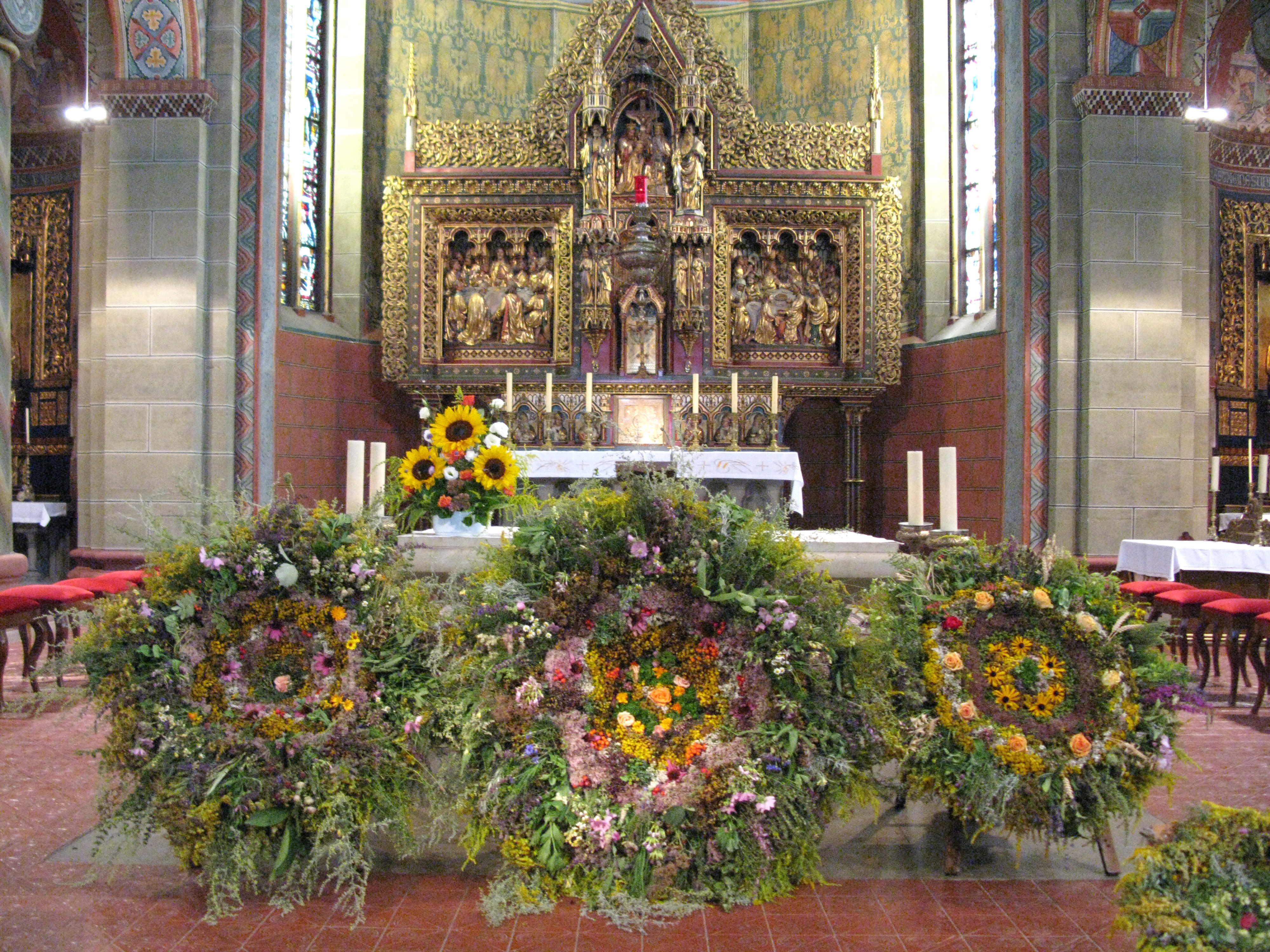
Große Kräutergebinde in der Gengenbacher Stadtkirche St. Marien

Ein Würzbüschel oder eine Würzbürde (auch  Weihbüschel,  Marienwisch,  Würzwisch,  Kräuterbüschel, Sangen, Wäzzbärre und  Weihsanga  genannt) ist ein Strauß aus Kräutern, Wurzeln und Blumen, der in den katholischen Gemeinden vor allem Süddeutschlands anlässlich des Brauchs der am 15. August in der Kirche durchgeführten Kräuterweihe zum Fest Mariä Himmelfahrt gebunden wird.

## Geschichte
Bereits aus vorchristlicher Zeit ist der Brauch der Kräuterweihe bekannt.
Um 745 n. Chr. wurde der Brauch verboten und anschließend christianisiert, indem man die Wirkung der Kräuter auf Gott sowie insbesondere auf Marias Fürsprache zurückführte. Seitdem wird die Kräuterweihe an Mariä Himmelfahrt gefeiert, wenngleich der Brauch der Kräuterweihe früher auch mit anderen Festen verbunden war. Auch die Legende, dass die Apostel beim Öffnen bzw. Besuch von Marias Grab am dritten Tag nach dem Begräbnis statt des Leichnams duftende Blütenpflanzen (Rosen und Lilien) sowie rundherum Heilkräuter vorfanden, dürfte den Brauch befördert haben.
Auch im Sachsenspiegel aus dem 13. Jahrhundert wird die Kräuterweihe erwähnt. Dort heißt es: „Dat is to Krudemisse unser liben Frawn as sei to Himmel voer.“ (etwa: Am Tag, als Maria zum Himmel fuhr, wird die Kräutermesse gehalten.)

## Verwendete Kräuter
Ein Würzbüschel enthält je nach Region zwischen sieben und (ursprünglich) 77 verschiedenen Kräutern, darunter Acker-Löwenmaul, Alant, Ampfer, Antoniuskraut, Arnika, Augentrost, Baldrian, Barbarakraut, Bärlauch, Basilikum, Beifuß, Beinwell, Bibernelle, Blutweiderich, Borretsch, Buchweizen, Dornige Hauhechel, Dost, Dreizackige Kardendistel, Echte Goldrute, Eibisch, Eisenkraut, Estragon, Fingerhut, Flockenblume, Frauenmantel, Gänsefingerkraut, Golddistel (früher), Goldenes Labkraut, Goldrute, Greiskraut, Großer Wiesenknopf, Hirtentäschel, Holunder, Huflattich, Johanniskraut, Kamille, Klette, Kriechendes Fingerkraut, Karthäusernelke, Kronwicke, Kümmel, Labkraut, Lavendel, Leinkraut, Liebstöckel, Mädesüß, Luzerne, Malve, Mariendistel, Meisterwurz, Minze, Odermennig, Osterluzei, Petersilie, Pfefferminze, Pimpernelle, Rainfarn, Ringelblume, Rosmarin, Salbei,  Schafgarbe, Schnittlauch, Schöllkraut, Silberdistel (früher), Spitzwegerich, Steinklee, Sumpf-Schafgarbe, Taubnessel, Taubenkröpfchen, Tausendgüldenkraut, Thymian, Wacholder, Wegmalve, Wegwarte, Weidenröschen, Weinraute, Wermut, Wiesenglockenblume, Wiesen-Kerbel, Wiesenklee, Wilde Aster, Wilde Möhre, Wilder Thymian, Wolfsmilch, Zinnkraut und Zitronenmelisse, aber auch Getreideähren von jeder verfügbaren Getreideart (Roggen, Weizen, Hafer, Gerste), Königskerze (als sogenannter Himmelsbrand oder Wühlerskerza) oder Rosen, die Wurzel des Knabenkrauts sowie Gladiole, Dahlie, Zinnie, Kornblume und Rosen-Malve können darin enthalten sein.
Hexen und Zauberer hätten von jeher versucht,  „böse Mittel mitweihen zu lassen“, so Richard Beitl in seinem Wörterbuch der Volkskunde. Dazu zählen z. B. Alraun, Beifuß und die Doppelwurzel der Veitsblume.

## Volksglaube
Die Kräuterweihe stellt eine Symbolhandlung dar, in der die Kräfte der Natur mit Gottes Hilfe für den Menschen nutzbar gemacht werden.
Gebunden wird der Würzbüschel nach altem Brauch mit einer dünnen Gerte vom Haselstrauch; dies soll den Blitz fernhalten. Den gleichen Zweck soll eine geweihte Königskerze erfüllen, die ins Ofenfeuer geworfen wird. Im Volksglauben dienten Würzbüschel zur Abwehr von Unheil aller Art wie beispielsweise Krankheit oder Unwetter. Zu diesem Zweck musste der Würzbüschel auf dem Dachboden aufgehängt, im Herd verbrannt oder dem Viehfutter beigemischt werden. Auch war es in manchen Gegenden üblich, dass die Pflanzen des Würzbüschels zum Räuchern von Kuh und Stall nach dem Kalben benutzt und von Kindern oder Jungverheirateten ins Bett oder Toten in den Sarg gelegt wurden.
Das Marienfest war früher auch der Tag der Apotheker und Drogisten. Der Name der Stadt Würzburg wird manchmal fälschlich (volksetymologisch) von der Würzkräuterweihe abgeleitet. Dreimal so stark sollte nach dem Volksglauben die Heil- und Segenskraft der Kräuter im sogenannten Frauendreißiger sein, also der Zeit zwischen dem 15. August – Mariä Himmelfahrt – und dem 12. September, dem Fest Mariä Namen. Auch wurden Klosterkirchen für die Weihe bevorzugt, da man diesen eine größere Weihekraft zusprach.
Dem Volksglauben nach erhielten die Kräuter den meisten Segen, wenn sie vor der Kräutermesse unter das Altartuch gelegt wurden. Dies wurde jedoch später verboten und die Kräuter durften nur noch neben dem Altar postiert werden.

## Kritik
Die Kritik an der Kräuterweihe ist seit 1534 belegt. In jenem Jahr rückte Sebastian Franck den Brauch in seinem Weltbuch in die Nähe des Aberglaubens:
An unser frawn himmelfart da tregt alle welt obs/
büschel allerley kreuter/
in die kirchen zu weihen/
für alle sucht und plag uberlegt/
bewert. Mit dieen kreutern geschicht seer vil zauberey.
Richard Beitl, Herausgeber des Wörterbuches der Volkskunde, schrieb: „Die geweihten Kräuter fanden und finden in Haus, Stall und Feld […] zu besonderen Zeiten (Raunächte) hundertfältig und nicht selten dem kirchlichen Sinne entfremdet Verwendung.“